# CNH Industrial
CNH Industrial N.V. este una dintre cele mai mari companii de bunuri de capital din lume, înregistrată în Olanda cu sediul corporativ la Londra. Este controlată financiar de compania de investiții Exor, care la rândul ei este controlată de familia Agnelli. Compania este listată la Bursa din New York și la Borsa Italiana : este un component al indicelui FTSE MIB. Prin intermediul diferitelor sale afaceri, CNH Industrial proiectează, produce și vinde echipamente agricole și echipamente de construcții (familii de brand Case și New Holland), camioane, vehicule comerciale, autobuze și vehicule speciale (Iveco), pe lângă motopropulsoare pentru aplicații industriale și marine (FPT Industrial). Prezent pe toate piețele mari din întreaga lume, CNH Industrial este axat pe extinderea prezenței sale pe piețele cu creștere ridicată, inclusiv prin asocieri în comun. CNH Industrial angajează în prezent peste 63.000 de oameni în 66 de fabrici și 53 de centre de cercetare și dezvoltare. Compania operează în 180 de țări.

## Legături externe
- Site web oficial
- - Informații despre afacere CNH Industrial N.V.: Google Finance
  - Yahoo! Finance
  - Bloomberg
  - Reuters
  - SEC filings